# Hajrudin Varešanović
Hajrudin „Hari” Varešanović (ur. 16 stycznia 1961 w Sarajewie) – bośniacki piosenkarz, lider i wokalista zespołu Hari Mata Hari, z którym reprezentował Bośnię i Hercegowinę podczas 51. Konkursu Piosenki Eurowizji (2006).

## Życiorys

### Wczesne lata
Dorastał w Vratniku, mieście niedaleko sarajewskiego starego miasta. Jego dziadek był popularnym piosenkarzem grającym tradycyjną muzykę bośniacką zwaną sevdalinką. Hajrudin Varešanović w wieku sześciu lat zacząć naukę śpiewu oraz gry na gitarze. Jako dziesięciolatek dołączył do składu zespołu muzycznego Omi. Niedługo potem został wokalistą formacji Sedam šuma. Po ukończeniu szkoły o profilu elektronicznym zaczął studia filozoficzne, których nie ukończył.

### Kariera
Jego pierwszą napisaną piosenką był utwór „Zašto da ne uzmem nju” W 1979 dołączył do składu zespołu Zov, z którym nagrał utwór „Poletjela golubica sa Baščaršije”. Kilka miesięcy później został członkiem grupy Ambasadori, z którą nagrał płytę pt. Dao sam ti što se moglo dati z 1980. Dwa lata później, po ukończeniu obowiązkowej służby wojskowej w mieście Nisz, nagrał swoją debiutancką solową płytę studyjną zatytułowaną Zadnja rupa na svirali (w 1996 wydaną jako reedycja pt. Zlatne kočije). Trzy lata później premierę miał jego drugi album długogrający zatytułowany Skini haljinu.
Po wygraniu festiwalu Nove nade, nove snage we wrześniu 1985 postanowił założyć swój własny zespół muzyczny, do którego składu zaprosił członków zespołu Baobab: Izudina „Izo”” Kolečića, Edo Mulahalilovića, Pjera Žalicę i Zorana Kesića, z którymi wystąpił podczas widowiska. W 1986 muzycy zapowiedzieli wydanie swojego debiutanckiego albumu zatytułowanego U tvojoj kosi. Płytę promował tytułowy singiel, który został zakwalifikowany do stawki finałowej festiwalu Jugowizja będącego krajowymi selekcjami do 31. Konkursu Piosenki Eurowizji. Utwór zajął ostatecznie piąte miejsce w końcowej klasyfikacji. W 1986 premierę miał drugi album studyjny zespołu pt. Ne bi te odbranila ni cijela Jugoslavija, który otrzymał tytuł Albumu Roku.
W 1987 zespół ponownie wziął udział w jugosłowiańskich eliminacjach do 32. Konkursu Piosenki Eurowizji, tym razem zgłaszając się do selekcji z kompozycją „Nebeska kraljica”, zajmując ostatecznie czternaste miejsce w stawce finałowej. W 1998 formacja zaczęła nagrywać płyty pod szyldem wytwórni muzycznej Jugoton z Zagrzebia, a pierwszym krążkiem wydanym pod tym szyldem była płyta zatytułowana Ja te volim najviše na svijetu, która osiągnęła wynik ponad 300 tys. sprzedanych egzemplarzy. Rok później na rynku ukazał się krążek Volio bi' da te ne volim, który sprzedano w ponad 500 tysiącach egzemplarzy, a w 1990 – płyta zatytułowana Strah me da te volim.
W 1991 z zespołem podpisał kontrakt płytowy z wytwórnią Diskoton, która wydała ich kolejny album zatytułowany Rođena si samo za mene. Podczas pobytu w Niemczech w 1994 wydali płytę pt. Ostaj mi zbogom ljubavi, a po jej premierze nawiązali współpracę z nowymi muzykami: Karlo Martinovićem, Miki Bodlovićem, Adi Mulahalilovićem i Emirem Mehićem. Pierwszym krążkiem wydanym w nowym składzie został album Ja nemam snage da te ne volim z 1998. W 1999 zespół wygrał krajowe eliminacje do 44. Konkursu Piosenki Eurowizji z utworem „Starac i more”, jednak został zdyskwalifikowany z udziału w imprezie z powodu przedterminowej prezentacji propozycji. Swoją wersję singla nagrał bowiem fiński muzyk Janne Hurme po tym, jak Varešanović sprzedał prawa do kompozycji wytwórni muzycznej Unirecords.
W 2001 ukazała się płyta zatytułowana Baš ti lijepo stoje suze promowana przez singiel „Kao Domine”, który został wybrany Piosenką roku podczas konkursu Davorin. W 2003 muzycy wystąpili na festiwalu w Splicie, na który zgłosili się z piosenką Zakon jačega”, nagraną we współpracy z bośniackim wokalistą Kemalem Monteno. Kilka tygodni później zespół wydał album pod tym samym tytułem. W 2006 został wybrany wewnętrznie przez telewizję krajowego nadawcę publicznego na reprezentanta Bośni i Hercegowiny podczas 51. Konkursu Piosenki Eurowizji z piosenką „Lejla”, na którą telewidzowie oddali łącznie 3 501 głosów podczas specjalnego koncertu selekcyjnego. Zespół przeszedł rundę półfinałową widowiska organizowanego w Atenach i zajął ostatecznie trzecie miejsce w finale imprezy, zdobywając łącznie 229 punktów, w tym maksymalną notę dwunastu punktów od Szwajcarii, Macedonii, Chorwacji, Turcji, Słowenii, Serbii i Czarnogóry, Monako i Albanii.
Po udziale w konkursie zespół wydał swój kolejny singiel „Zar je to još od nas ostalo”, który zaprezentował podczas 11. Chorwackiego Radiowego Festiwalu. Dwa lata później formacja zajęła pierwsze miejsce podczas Chorwackiego Radiowego Festiwalu z piosenką „Ne mogu ti reći šta je tuga” nagraną w duecie z Niną Badrić, a także wydała swój kolejny album zatytułowany Sreća.